# Спирина, Зоя Георгиевна
Зоя Георгиевна Спи́рина (1926—1986) — советская российская актриса. Народная артистка СССР (1981).

## Биография
Зоя Спирина родилась 10 июня 1926 года в Москве.
Выросла в подмосковной деревне, в семье, где все пели. В годы войны переехала в Энгельс, где училась на электромонтёра.
С 1945 года училась в студии при Саратовском ТЮЗе (педагог — Ю. П. Киселёв), в 1948 году была принята в труппу театра. Сыграла в театре более 140 ролей.

Спирина З.Г. памятная плита, ТЮЗ

Актриса мощного трагикомического дарования, яркой органики и большого сценического обаяния, обладала большим талантом. Её имя ещё при жизни стало легендой. Особенно ей удавались роли в классических русских пьесах А. Н. Островского.
Более 15 лет была председателем профсоюзного комитета театра.
Неоднократно избиралась депутатом городского совета депутатов трудящихся. Член КПСС с 1976 года.
Умерла 7 августа 1986 года в Саратове. Похоронена на Увекском кладбище.
Памятная плита установлена на стене Театра юного зрителя на ул. Вольская 83 в Саратове.

## Награды и звания
- Заслуженная артистка РСФСР (1966)
- Народная артистка РСФСР (1970)[4]
- Народная артистка СССР (1981)
- Медаль «За доблестный труд. В ознаменование 100-летия со дня рождения В. И. Ленина»
- Значок «Отличник народного просвещения РСФСР».

## Роли в театре
- 1946 — «Сын полка» по В. П. Катаеву — регулировщица
- 1947 — «Молодая гвардия» по А. А. Фадееву (инсценировка Н. П. Охлопкова) — Филатова
- 1947 — «Особое задание» С. В. Михалкова — Зиночка
- 1948 — «Ревизор» Н. В. Гоголя — Марья Антоновна
- 1948 — «Овод» по Э. Л. Войнич — торговка
- 1948 — «Товарищи» В. И. Пистоленко — Оля Писаренко
- 1949 — «Воробьёвы горы» А. Д. Симукова — Мила
- 1949 — «Сказка о царе Салтане» А. С. Пушкина — девушка
- 1949 — «Два капитана» по В. А. Каверину — Кира
- 1949 — «Призвание» Г. Штейна — Клавдия Чиликина
- 1950 — «Не всё коту масленица» А. Н. Островского — кухарка Маланья
- 1950 — «Семья» И. Ф. Попова — Тоня
- 1950 — «Её друзья» В. С. Розова — Оля Сомова
- 1950 — «Свои люди — сочтёмся» А. Н. Островского —  Олимпиада Самсоновна
- 1951 — «Где-то в Сибири» по И. И. Ирошниковой — Катя
- 1952 — «Гимназисты» К. А. Тренева — гимназистка Дуся
- 1953 — «Страница жизни» В. С. Розова — Аня Мироненко
- 1954 — «Приключения Чиполлино»  по Дж. Родари — Земляничка
- 1954 — «Дом № 5» И. В. Штока — мать Ясика
- 1954 — «Не называя фамилий» В. П. Минко — Фрося
- 1955 — «Настоящий человек» по Б. Н. Полевому — Варя
- 1955 — «Сирано де Бержерак» Э. Ростана — Лиза
- 1955 — «Пахарева дочка» И. В. Карнауховой — Забава Путятична
- 1956 — «Старые друзья» Л. А. Малюгина — Дуся Рязанова
- 1956 — «Домби и сын» Ч. Диккенса — Сьюзена Налпор
- 1956 — «Первая весна» Г. Е. Николаевой и С. А. Радзинского— Олюха
- 1957 — «Юность отцов» Б. Л. Горбатова — Паша, горничная Логиновых
- 1957 — «Ученик дьявола» Б. Шоу — жена Тайтэса Даджена
- 1958 — «Заводские ребята» И. С. Шура — Шура
- 1958 — «За час до рассвета» А. А. Галича — Клава Хаджибекова
- 1959 — «Два цвета» И. К. Кузнецова и А. Г. Зака — Тамара
- 1959 — «Трехминутный разговор» В. И. Левидовой — домработница Дуня и Прасковья Федоровна
- 1959 — «Три сестры» А. П. Чехова — Наталья Ивановна
- «Женитьба Бальзаминова» А. Н. Островского — Красавина, Анфиса
- «Воспитанница» А. Н. Островского — Лиза[1]
- «Доходное место» А. Н. Островского — Юлинька
- «На всякого мудреца довольно простоты» А. Н. Островского — Манефа
- «Недоросль» Д. И. Фонвизин — Простакова
- «Мальчики» В. С. Розова по Ф. М. Достоевскому — Хохлакова
- «Ситуация» В. С. Розова — Пелагея Филатовна
- «Униженные и оскорблённые» по Ф. М. Достоевскому — Бубнова
- «Традиционный сбор» В. С. Розова — Ольга Носова
- «Что делать?» по Н. Г. Чернышевскому — Мария Алексеевна
- «Салют динозаврам!» Г. С. Мамлина — Анна Андреевна
- «Новоселье в старом доме» А. М. Кривцова — Дарья Власьевна
- «Аленький цветочек» по С. Т. Аксакову — Нянюшка.